# Union populaire républicaine (2007)
Pour les articles homonymes, voir Union populaire républicaine et UPR.
L'Union populaire républicaine (UPR) est un parti politique français fondé en 2007 par François Asselineau, qui le préside depuis lors. Qualifiée généralement de souverainiste par les journalistes politiques français, la ligne politique de ce parti s'articule essentiellement autour d'un retrait de la France de l'Union européenne, dit « Frexit » par analogie avec le retrait britannique, le Brexit.

## Fondation
Le fondateur de l'UPR, François Asselineau, un énarque, a travaillé dans des cabinets ministériels de droite entre 1993 et 1997 et s’est lancé en politique à la fin des années 1990, rejoignant des souverainistes de droite, Charles Pasqua au RPF, puis Paul-Marie Coûteaux au RIF,,.
Le 25 mars 2007, à l'occasion du cinquantième anniversaire du traité de Rome, François Asselineau crée l’UPR, qu'il préside dès lors,,, sans relai médiatique. L'UPR se définit comme un parti « ni de droite ni de gauche » et refuse d'être classée sur l'échiquier politique, même si son fondateur a eu un parcours politique marqué à droite.
Laurent de Boissieu cite la création de l'UPR comme l'une des résultantes de la rupture de l'UMP avec l'euroscepticisme. Les gaullistes, traditionnellement hostiles à une Europe supranationale, ont peu à peu soit changé de positionnement au sein de l'UMP, soit fondé leurs propres partis, tels François Asselineau (UPR), Nicolas Dupont-Aignan (DLF) et Paul-Marie Coûteaux (RIF).

## Positionnement politique

### Programme souverainiste

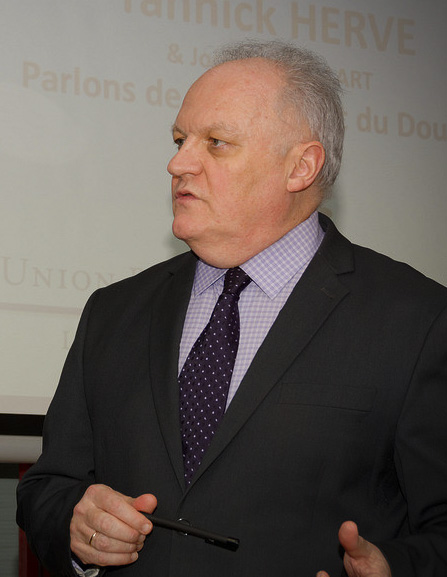
François Asselineau en 2015.

L'UPR prône la sortie de la France de l'UE via l'article 50 du traité sur l'Union européenne (TUE), ainsi que de la zone euro et de l'OTAN. L'accent mis par l'UPR sur l'activation de l'article 50 du TUE le distingue des autres partis, au point qu'une recherche Google à son sujet donne le site de campagne de François Asselineau comme première occurrence lors de la campagne présidentielle de 2017. L'UPR récuse les stratégies de désobéissance aux traités, au nom du respect du droit international.
L'UPR se donne pour objet de « rétablir l’indépendance de la France et la souveraineté du peuple français » et met en cause les transferts de compétence à la Commission européenne — en soulignant que celle-ci n'est pas élue —, à la Banque centrale européenne et à l'OTAN,,. François Asselineau présente ainsi son parti comme un « mouvement de libération nationale » ; il affirme que le fonctionnement de l'Union européenne n'est pas démocratique, évoquant une évolution du continent vers la « dictature » et comparant les élus français à des « marionnettes ».
François Asselineau aborde la plupart des thèmes politiques par le prisme du traité sur l'Union européenne. Le Monde relève qu'il dénonce notamment « l’article 63 du traité sur le fonctionnement de l'Union européenne, « qui interdit d’interdire les délocalisations », l’article 42 du traité sur l’Union européenne, « qui explique pourquoi on va risquer une troisième guerre mondiale en Syrie ».  
François Asselineau est décrit par Le Monde et Europe 1 comme « europhobe »,, par les journalistes Dominique Albertini, David Doucet et Laurent de Boissieu ainsi que Conspiracy Watch comme « ultrasouverainiste », en raison de son projet de « sortir de la construction européenne, et pas seulement de l'Union européenne ». François Asselineau récuse le terme d'eurosceptique, préférant celui d'« euro-athée ». L'UPR récuse aussi le qualificatif de souverainiste, considérant que ses engagements sont distincts de ceux des autres partis classés comme tels, et se présente comme « antieuropéen et anti-atlantiste ». Au contraire, le politologue Pascal Perrineau inclut l'UPR au sein des « partis souverainistes », avec Debout la France et le Mouvement pour la France, et considère que ceux-ci se retrouvent « souvent » sur « des choix de type protectionniste et nationaliste », soit « des positions proches » de celles du Front national (FN) et « la plupart du temps très éloignées des choix des partis de la droite classique et du centre ».
Son espace politique est considéré comme proche de celui de Florian Philippot, qu'il invite à le rejoindre lors de son départ du FN en 2017 ; Le Temps relève que « les deux hommes, d’ailleurs, ont beaucoup en commun. Deux énarques. Deux praticiens de l’État et de sa haute administration. Deux planificateurs »,. Alors que tous deux prônent la sortie de la France de l'Union européenne et comptent présenter une liste aux élections européennes de 2019, François Asselineau oppose une fin de non-recevoir aux tentatives d’alliance de Florian Philippot,.
Selon France Bleu, l'UPR est « qualifié par ses détracteurs comme souverainiste, anti-américain et conspirationniste ». Le parti rassemble des militants venant de tous horizons et louerait, d'après Nicolas Hénin, Vladimir Poutine.

### Soutien au Brexit

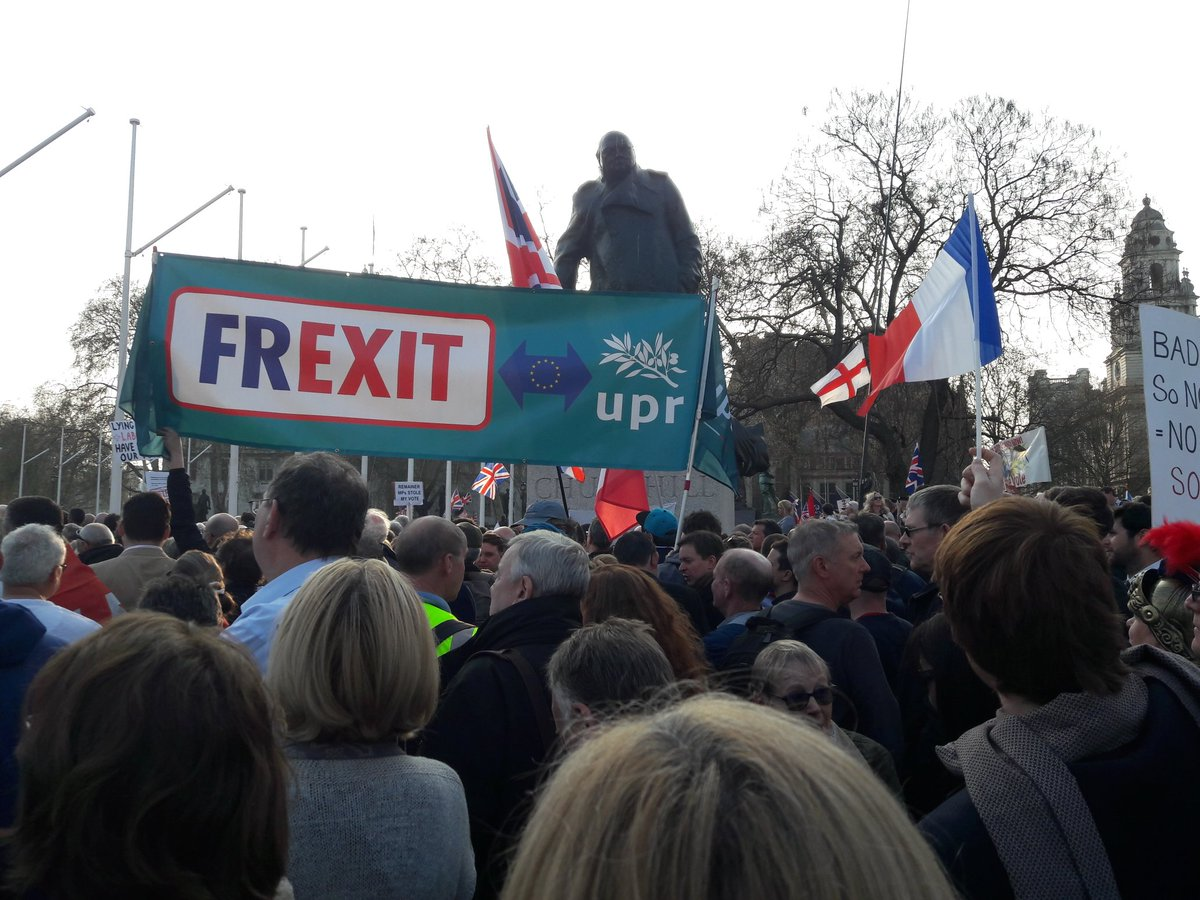
Militants de l'UPR à Londres pour soutenir le Brexit.

L'UPR soutient le Brexit. Le 29 mars 2019, quelques semaines avant les élections européennes, 700 militants de l'UPR manifestent avec des militants du Brexit à Londres, dans un rassemblement baptisé « La France libre de nouveau à Londres », pour célébrer l'entrée en vigueur de la sortie du Royaume-Uni de l'Union européenne, finalement reportée par la Chambre des communes, ainsi que les 12 ans du parti. Dans un discours, François Asselineau évoque « le plus grand rassemblement politique avec des Français de France qui s'est tenu au Royaume-Uni depuis 1940 », et accuse le « IVe Reich européen » d'attenter à la démocratie,. Le 23 juillet suivant, l'UPR salue dans l'élection de Boris Johnson à la tête du Parti conservateur et sa nomination à la fonction de Premier ministre, un « événement historique ». En septembre 2019, le parti condamne « un coup d'État des parlementaires » contre le peuple, alors que Boris Johnson est bousculé par la Chambre des communes.

### Analyse par les médias
Mediapart situe l'UPR comme un « petit parti très à droite ». Selon Les Échos, « en raison du passé politique de François Asselineau et de ses positions souverainistes […], l'UPR et son leader sont souvent considérés comme étant à "droite" voire à l'"extrême droite" de l'échiquier politique ». Selon Ouest-France, « certains politologues placent aux lisières de l’extrême droite » l'UPR. La Croix précise qu'« à la recherche de visibilité, le fondateur de l’UPR accepte néanmoins toutes les invitations, de la web-télé « Le Média », proche de La France insoumise, à « TV Libertés », liée à l’extrême droite identitaire ».
Des partisans de l'UPR saisissent le Conseil supérieur de l'audiovisuel, après la présentation de leur formation politique sur le même plan que des organisations d'extrême-droite par France 5 lors de l'émission C à vous du 25 juin 2018. En réponse, le CSA estime que France Télévisions, en faisant figurer l'UPR parmi « un certain nombre de mouvements ou de personnes connus comme appartenant à l'extrême droite », avait « méconnu » l'obligation de « faire preuve de rigueur dans la présentation et le traitement de l'information ».
Pour Laurent de Boissieu, « l’UPR défend un programme inspiré du gaullisme du Conseil national de la Résistance, en rupture avec le ralliement au libéralisme de la grande masse des héritiers du gaullisme ».
Pour plusieurs médias, l'UPR adopte un positionnement proche de celui de Solidarité et progrès, la formation de Jacques Cheminade,,, ce que le parti conteste fermement. Lors de la campagne présidentielle de 2017, Jacques Cheminade considère François Asselineau comme l'un de ses principaux adversaires, estimant que son positionnement est proche du sien.
Une enquête du Monde diplomatique s'interroge sur la volonté affichée de l'UPR de « dépasser le clivage droite-gauche ». Le journal indique que, contrairement au patronat, le programme de l'UPR défend une « Sécurité sociale intégrale » et toute une série de nationalisations, mais qu’il ne remet pas en cause la privatisation des banques. De plus, il relève que l'UPR s’est pendant des années « tenue à distance des mobilisations sociales », et que, même si elle a participé à des manifestations de défense de la SNCF en 2018 et 2019, « elle reste dépourvue de relais syndicaux et indifférente aux milieux ouvriers ». François Asselineau, fondateur de l'UPR, ne cite pas le Front populaire dans sa conférence de 3 h 15 min sur l'histoire de France, et ne mentionne par ailleurs aucunement « la place déterminante des revendications ouvrières » dans le mouvement contestataire de mai 1968. La défense de la démocratie par François Asselineau resterait « toute formelle, et la structure inégalitaire de la société apparaît[rait] comme un problème secondaire ». L'UPR a fait du référendum d'initiative populaire « une des mesures centrales de son programme », mais ne croirait « ni à la nécessité de dénouer le lien de subordination salariale, ni à celle d'étêter les grandes fortunes pour fortifier la démocratie ». L'UPR profiterait d'une « aspiration à retrouver une grandeur nationale », et son apparition serait l'un des signes de la « mélancolie de droite ».

### Autres positions
L'UPR entend « [rassembler] les Français au-dessus des clivages gauche-centre-droite, de manière provisoire », ce qui serait « rendu possible par le refus de prendre position sur les sujets sociétaux et secondaires »,,. Il se réclame du modèle du Conseil national de la Résistance pour son programme électoral qui prévoit la nationalisation totale ou partielle des grandes entreprises du secteur de l'énergie (EDF, GDF, Enedis, Engie), des sociétés d'adduction d'eau, des concessionnaires d'autoroutes, d'Orange, TF1 et TDF, de « tout établissement financier secouru par des fonds publics », et la mise en place de « services publics de qualité »,,,,,. Par ailleurs, selon le journal La Croix, François Asselineau considère que le modèle social français est mis en danger par « une libéralisation à outrance du marché du travail », et il voudrait préserver l'« État social », et notamment le système de retraite par répartition et la Sécurité sociale avec une prise en charge de la maladie à 100 %.
Parmi ses propositions figurent aussi la « lutte contre toutes les formes de terrorisme, à commencer par le terrorisme des séparatistes régionaux », le lancement d'une « grande politique publique de médecines douces et alternatives » et le « refus de la stigmatisation insidieuse des Français d’origine arabe ou de confession musulmane ».  
La charte fondatrice de l'UPR « commande de n'attaquer personne en raison de ses convictions religieuses ou de ses origines », « refuse tout extrémisme et tout racisme », et « proclame son attachement à la Déclaration universelle des droits de l'homme ».
D'après Gaël Brustier, l'UPR partage « l’idéologie du rassemblement national » définie par Philippe Burrin et exploite, à travers le Conseil national de la Résistance, « des références historiques qui le distinguent fortement du Front national. Ce dernier, positionné désormais sur le créneau « souverainiste », est obligé d’euphémiser le volet économique de son discours anti-UE qui inquiète parfois un électorat surtout mu par le discours identitaire, autoritaire et anti-immigration traditionnel du parti des Le Pen ». François Asselineau estime toutefois qu'il conviendrait de « calmer [les] phénomènes migratoires », déclarant : « Moi, quand je suis en France j'ai envie d'être en France, quand je suis en Espagne, j'ai envie d'être en Espagne ». Selon Le Monde diplomatique, l'UPR occupe une place singulière parmi les partis souverainistes, étant « peu diserte » sur « les migrants et les musulmans » ; l'UPR a mis en place fin 2017 une commission consacrée à l'immigration, mais en « provoquant quelques remous », et elle n'a « jamais rendu publics ses travaux ».

## Fonctionnement

### Adhérents et notoriété

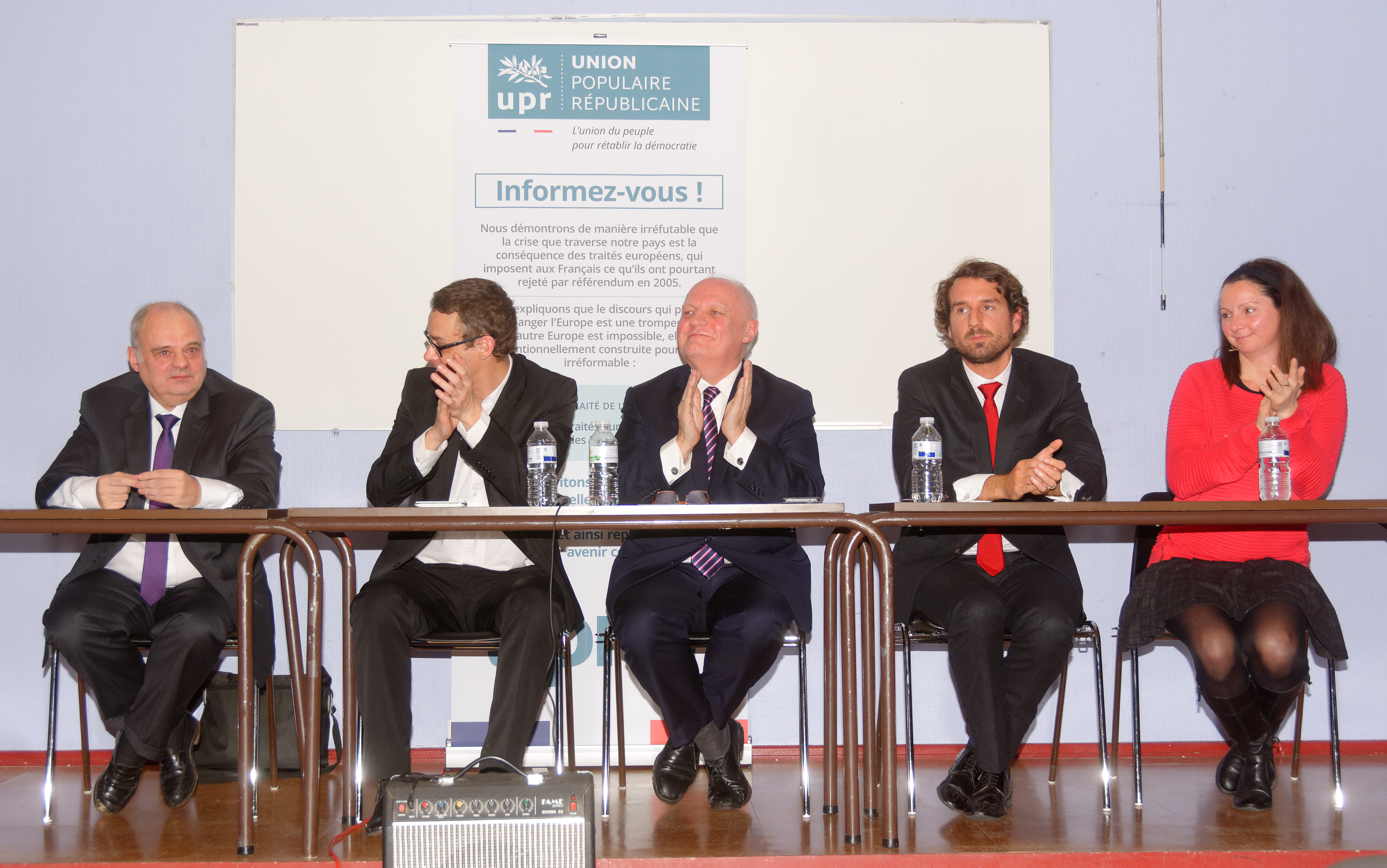
François Asselineau venu soutenir dans une réunion publique le candidat de l'UPR à l'élection législative partielle dans la première circonscription du Territoire de Belfort, en janvier 2018.

En novembre 2015, le parti revendique plus de 9 000 adhérents.
L'UPR revendique 16 500 adhérents au moment de l'élection présidentielle de 2017. En 2017, Rudy Reichstadt estime que le nombre d'adhérents revendiqué par l'UPR (« plus de 20 000 ») est « considérable pour un parti sans élus ». En 2018, Jean-Yves Camus juge ce chiffre « manifestement très surévalué ». Le parti annonce avoir franchi le 10 février 2018 la barre des 30 000 adhérents.
Des frondeurs affirment en 2020 que le nombre d'adhérents est de 15 000 et non 40 000, comme annoncé par le parti. Selon Libération et Marianne, il serait de 14 000,.
François Asselineau et son mouvement n'en restent pas moins considérés comme marginaux sur la scène politique française : en 2014, un billet paru sur Le Plus - L'Obs le qualifie de « personnage pratiquement inexistant dans le paysage politique » ; en décembre 2015, Le Point présente l'UPR comme « une formation politique inconnue des électeurs » et France Bleu comme un « parti méconnu dirigé par un inconnu ».
En 2019, Le Monde diplomatique indique qu'ils sont « âgés de 46 ans en moyenne », « majoritairement de sexe masculin (85 %) », et qu'ils « n'ont jamais été engagés dans un parti auparavant » à hauteur de 85 %. Le Monde diplomatique indique que les militants rencontrés, « en général », « ont décidé d'adhérer après avoir lu une publication en ligne ou visionné l'une des conférences de M. Asselineau », sont « défiants à l'égard des médias traditionnels » auxquels ils « préfèrent une constellation alternative : les chaînes RT (anciennement Russia Today) ou TV Libertés, l'agence de presse multimédia Sputnik, des blogs comme ceux d'Olivier Berruyer (Les Crises) ou d'Étienne Chouard (Le Plan C), ou encore des chaînes YouTube gravitant à plus ou moins de distance du parti (Trouble Fait, Penseur sauvage — qui déclare quitter l'UPR en 2020 —, ThinkerView…) ». Le Monde diplomatique ajoute : « Si, au cours de notre enquête, nous avons rencontrés d'anciens électeurs de tous bords, ainsi que de nombreux abstentionnistes, nombreux était ceux qui venaient des rangs de la droite ». Et, selon le journal, les « horizons professionnels » des adhérents sont « très divers ». Marianne décrit les militants de l'UPR comme venant « de partout », « souvent issus de la classe moyenne », et « [militant] pour la première fois ». Selon France Info, « le programme de l'UPR le rapproche de la droite, voire de l’ultra-droite », et François Asselineau affirme, « pour brouiller les pistes », que ses adhérents viennent souvent de la gauche. D'après François Asselineau, la plupart des adhérents de l’UPR n’appartenaient à aucun autre parti avant de le rejoindre,.

### Encadrement et gestion du parti
Les membres du parti réunis en congrès votent les statuts et élisent leurs représentants, uniquement à l'échelon national. Le premier bureau se compose, outre Asselineau, de Jean-Yves Crevel (secrétaire général) et Massimo Nardelli (trésorier). En 2014, après la disparition de Crevel, c'est Guillaume Serrano qui devient secrétaire général. François Asselineau est réélu président de l'UPR en décembre 2017 avec 98,4 % des voix pour une participation de 35,9 % parmi les quelque 25 000 adhérents. En 2019, les deux « lieutenants » de François Asselineau sont Charles-Henri Gallois, chargé des questions économiques, et Vincent Brousseau, ancien économiste à la Banque centrale européenne, responsable des questions monétaires.
Europe 1 et Le Monde diplomatique présentent François Asselineau comme « la clef de voûte » de son parti. Selon Europe 1, il est « celui par lequel tout passe et auquel il est très difficile de s'opposer », selon une « verticalité » qui « est en totale adéquation avec [sa] vision politique », ce qui transparaît dans son programme pour l'élection présidentielle de 2017, « entièrement centré sur sa personne et les prérogatives régaliennes d'un chef de l'État ». Le Monde diplomatique indique que les adhérents « l'écoute[nt] en prophète autant qu'en professeur », et « ne participent guère à l'élaboration des grandes orientations stratégiques et politiques » du parti : le programme « n'a pas fait l'objet de discussion ni de vote de la part des militants de base ». En 2017, Le Huffington Post précise quant à lui qu' « autrefois jugé comme pouvant se montrer autocratique, François Asselineau est désormais décrit par ses militants comme étant à l'écoute, proche des siens ». En 2020, Sylvain Fontaine, adversaire de François Asselineau au congrès de l'UPR, déplore « une forme de culte de la personnalité » autour de ce dernier ainsi que le fait que « dans les statuts actuels, le président décide de tout, fait ce qu'il veut comme il veut » ; il déclare : « Nous, adhérents, savons très peu ce qui se passe au parti : il n'y a ni compte rendus [sic], ni ordre du jour ».
Le parti ne dispose d'aucun emprunt bancaire et est financé par les cotisations (30 euros) et dons de ses adhérents,,.
Le 18 avril 2020, après la publication sur internet de documents faisant état de harcèlement sexuel envers deux collaborateurs, 20 membres du bureau national de l’UPR sur 28 et 13 délégués régionaux sur 15 exigent la démission de François Asselineau de ses fonctions de président du parti, lui écrivant : « Des documents et des témoignages indiquent l'existence de relations particulières et plus qu'insistantes de votre part à l'égard [de collaborateurs], et ce, dans le cadre professionnel, qui ont été source de graves souffrances psychologiques ». Ils affirment également que le nombre d’adhérents proclamé ne reflète pas la réalité. François Asselineau dénonce un « tissu de mensonges et de calomnies » et annonce un vote des adhérents sur un possible changement de direction du mouvement,. Par la suite, deux plaintes sont déposées par deux victimes présumées et anciens salariés de l'UPR, et un ancien cadre fait un signalement au procureur de la République. Le 15 mai, le parquet de Paris ouvre une enquête préliminaire pour « harcèlement sexuel » et « agression sexuelle ».
Lors du congrès du 11 juillet 2020, François Asselineau est reconduit à la présidence du parti avec 74,3 % des votants face aux deux autres candidats. Ceux-ci dénoncent une élection précipitée et un manque de débat. Ce résultat entraîne la démission de 65 cadres du parti et de plusieurs militants jugeant le parti « trop vertical » et la stratégie de François Asselineau pour la présidentielle « vouée à l'échec »,. Le 14 juillet 2020, les cadres démissionnaires créent le parti « Génération Frexit », qui forme une alliance en 2022 avec Debout la France et Les Patriotes : l'Union pour la France,.

### Universités
Durant ses universités d'automne qui se tiennent chaque année depuis 2012, l'UPR reçoit ses militants ainsi que diverses personnalités. Certaines personnalités telles qu'Annie Lacroix-Riz, Emmanuel Todd, Jean Bricmont, Coralie Delaume acceptent d'y intervenir une ou plusieurs fois.

### Alliances politiques
En 2010, l'UPR fait part de son intention de dialoguer avec, voire de recruter des militants du Front de gauche, d'Égalité et Réconciliation, du Parti ouvrier indépendant, du Mouvement politique d’éducation populaire (M'PEP), de Solidarité et progrès ou de Debout la République. Elle se rapproche ensuite de plusieurs formations d'extrême gauche, dont le M'PEP et le Pôle de renaissance communiste en France (PRCF), mais ce projet d'alliance échoue en 2013.

## Militantisme et relations avec les médias

### Relations avec les médias

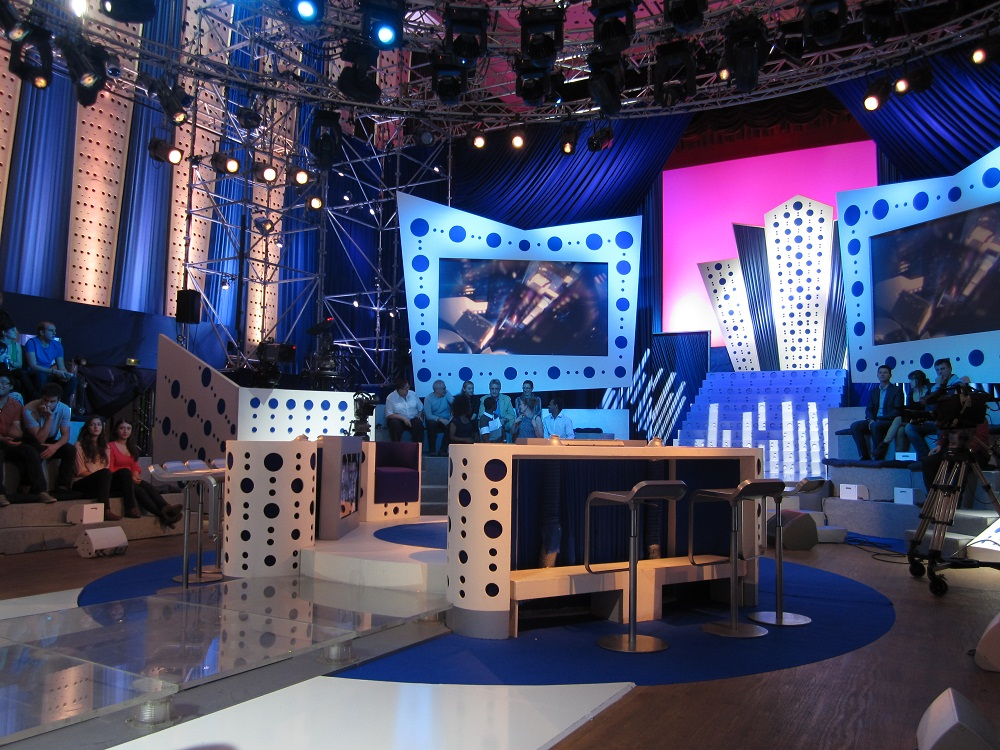
Plateau de l'émission télévisée On n'est pas couché, diffusée sur France 2.

Dès le mois de février 2012, François Asselineau et son parti, l'UPR, considèrent qu'ils sont « barrés des grands médias » et « interdits d'antenne » parce que « [leur] discours dérange ». En 2014, le parti affirme être « le plus censuré de France ». À l'occasion des élections régionales de 2015, l'UPR utilise comme slogan : « Le parti qui monte malgré le silence des médias ».
En avril 2014, l'UPR envoie une lettre au Conseil supérieur de l'audiovisuel pour protester de son absence des médias. Après les élections européennes de 2014, l'UPR proteste à nouveau contre le « silence » médiatique dont il fait l'objet, ses listes ayant recueilli plus de voix que celles du Nouveau Parti anticapitaliste (0,41 % contre 0,39 %), mais sans pour autant attirer plus l'attention des médias,.
Ce militantisme ne va pas sans contrecoups. 20 Minutes relève que « les soutiens de l’UPR n’hésitent pas à contacter les auteurs d’un article concernant leur candidat, s’il leur paraît incorrect » ; le porte-parole du parti affirme cependant que celui-ci « n’a jamais demandé d’écrire ou d’appeler des journalistes ». D'après Le Figaro, « le mouvement » de François Asselineau « est connu pour ses opérations de harcèlement des médias ». Laurent de Boissieu, journaliste à La Croix, évoque ainsi dans son bloc-notes de mai 2014 le « harcèlement que tout journaliste a subi un jour ou l'autre de la part de certains des militants de l'UPR » pour que les médias fassent une place dans leurs colonnes à François Asselineau et à son parti. Il commente à ce propos : « prononcez le nom de « François Asselineau » devant un journaliste, et vous le verrez rigoler ». Il estime cependant qu'en se disant victime d'une « injustice du traitement médiatique », « François Asselineau n'a pas complètement tort, et les chiffres qu'il avance parlent d'eux-mêmes. Certains confrères ont par exemple davantage parlé de listes anecdotiques présentes dans la seule région Île-de-France que de celles de l'UPR pourtant en lice partout » durant la campagne des élections européennes de 2014.
Laurent Ruquier, ayant reçu « pendant à peu près un an » de nombreux messages, sur Facebook ou Twitter notamment, lui demandant pourquoi il n'invitait pas François Asselineau, finit par recevoir ce dernier dans l'émission On n'est pas couché, en septembre 2014 : sur Le Plus - L'Obs, on s'interroge à cette occasion sur la pertinence de donner la parole à « ce genre d’individu complotiste ».
Les échanges sur Twitter lors de la campagne du référendum sur l'appartenance du Royaume-Uni à l'Union européenne montrent que les médias russes Sputnik et RT « s’affirment comme une source première d’information pour les militants du « FN » et de l’UPR de François Asselineau », leur ligne éditoriale étant « perçue comme une alternative aux médias traditionnels souvent décriés par ces mêmes militants ». L'UPR est régulièrement invitée dans les médias internet dits « de réinformation », dont elle a compté plusieurs figures dans ses rangs telles que Jean Robin, Patrick D'Hondt, dit Tepa (fondateur du site Meta TV, proche de Dieudonné), Raphaël Berland (fondateur du Cercle des volontaires) et Jonathan Moadab (de l’Agence Info Libre),.

### Cybermilitantisme
Asselineau et ses équipes sont très investis dans le militantisme sur Internet : l'UPR affirme s'être développé « exclusivement en ligne » et mise en premier lieu sur le net pour se faire connaître,. Rudy Reichstadt qualifie l'UPR de « véritable phénomène sur Internet » et note qu'il est « difficile de passer à côté lorsqu’on s’intéresse à la mouvance complotiste ». D'après François Asselineau, le site de l'UPR s'est « hissé au tout premier rang des sites politiques français pendant les européennes » en 2014. Lors de la campagne pour ces élections, il est le 5e candidat français le plus influent sur Twitter en considérant les retweets. Arrêt sur images souligne en 2014 que le compte Twitter de François Asselineau « n'est pas particulièrement suivi, par rapport à d'autres politiques : 8 200 followers », ce que l'intéressé explique par le fait d'avoir « rejoint Twitter tardivement » ; il ajoute que la page Facebook de l'UPR compte 30 000 fans, soit un « nombre élevé » selon lui. Lors de la campagne du référendum sur l'appartenance du Royaume-Uni à l'Union européenne, il « se distingue comme la personnalité politique la plus active [sur Twitter en France] avec 16 messages concernant le Brexit ». D'après Rudy Reichstadt, « le site de son parti est le site de parti politique le plus consulté et c’est aussi dans la complosphère le deuxième ou troisième site le plus consulté. C’est aussi un site de parti politique mais il y a régulièrement des informations complotistes ».
En 2012, l'UPR crée une fonction de « responsable national au cybermilitantisme », dont la mission est de développer et de coordonner le travail des équipes menant des « actions cybermilitantes » sur le Web ; elle est dotée en 2014 d'une centaine de personnes, d'après son responsable. François Asselineau affirme ne pas avoir « d'armée de l'ombre », mais reconnaît que lui ou ses équipes ont eu l'occasion de donner des consignes aux militants en matière de cybermilitantisme. Le colonel Régis Chamagne, ancien cadre de l'UPR, indique que « s'il se développe surtout de façon virale, le cybermilitantisme de l'UPR est parfois impulsé par le haut ». 20 minutes relève des consignes données par le parti en matière de cybermilitantisme sur son site internet et sur Facebook.
François Asselineau diffuse également sur YouTube « des enregistrements de ses conférences-fleuves » qui « ont été visionnées près de deux millions de fois » en 2014. D'après Arrêt sur images, ses vidéos ont été, en 2014, « vues en moyenne entre 10 000 et 150 000 fois (un score pas extraordinaire au regard du succès que peuvent remporter certaines vidéos virales) ». Fin 2016, la chaîne YouTube de l'UPR est la deuxième chaîne politique de France en nombre d'abonnés (près de 25 000), loin derrière celle de Jean-Luc Mélenchon (plus de 122 000). En revanche, en nombre de vues, la chaîne de l'UPR arrive derrière celle du Front national et derrière celle de Jean-Luc Mélenchon, mais devant celle de Marion Maréchal. Durant la campagne présidentielle de 2017, une étude de l’association Data for Good estime que « l’algorithme de recommandation de YouTube, qui suggère les vidéos à regarder, présente un biais net en faveur de Mélenchon, Le Pen et Asselineau », ce dernier figurant dans 15,8 % des vidéos suggérées qui comportent le nom d’un candidat dans leur titre. En 2019, l'UPR compte plus de 112 000 abonnés, contre 44 000 pour La France insoumise et 24 000 abonnés pour La République en marche. La même année, en amont des élections européennes, le parti crée sa propre chaîne de télévision, UPR TV.
Pour Slate, François Asselineau est « le premier vrai candidat YouTubeur », sa chaîne totalisant en 2017 11,4 millions de vues, soit « bien plus que tous les autres candidats, à l'exception de Jean-Luc Mélenchon », en bonne partie grâce à ses « vidéos plus anciennes : si l'on observe ses contenus les plus populaires, notamment des conférences de plusieurs heures, on remarque que les titres et les miniatures de présentation sont souvent très accrocheurs, et le propos fait écho à une sphère de YouTube qui diffuse des thèses « complotistes », thématique extrêmement populaire et favorisée par les algorithmes ». D'après Rudy Reichstadt, ses vidéos diffusées sur YouTube « sont véritablement la clé de son succès : elles ont fait sa notoriété et lui ont permis d’élargir sa base d’adhérents dans des proportions inespérées. Pour quelle raison ? Parce qu’Asselineau, que l’on adhère ou non à ce qu’il dit, raconte une histoire, réintroduit du sens, délaisse la politique technocratique pour parler de l’histoire de France, de la démocratie, de géopolitique, sur un mode toujours très dramatisant ». Gaël Brustier considère que « les meetings-conférences de [François Asselineau], dans le contexte de décomposition idéologique qui caractérise notre époque, donnent une explication globale de la situation de la France, une vision du monde simple, voire simpliste des enjeux actuels, laissant parfois la place à une tentation « complotiste ».
D'après Le Huffington Post, les membres de l'UPR viennent « troller » les pages de leurs adversaires politiques.
D'après Envoyé spécial et Florence Devouard, François Asselineau crée lui-même en 2007 l'article qui lui est consacré sur la version francophone de Wikipédia, ainsi qu'un autre consacré à l'UPR,,. Selon Pierre-Carl Langlais, administrateur sur Wikipédia, celui-ci cherche, « peu ou prou, à contre-balancer l’omerta dont serait victime l’UPR dans les médias traditionnels ». Ces deux articles sont supprimés à plusieurs reprises,,,, le débat communautaire concluant à un manque de références dans les médias traditionnels. Daniel Ichbiah classe François Asselineau parmi les personnes qui harcèlent la fondation Wikimédia, « s'estimant à tort ou à raison desservies par Wikipédia ». Florence Devouard précise : « Comme il n'est pas arrivé à ses fins, il nous a assaillis de questions, en a parlé à la presse, et même dans l'émission Envoyé spécial. Des gens comme cela nous épuisent. »

### Autres formes de militantisme
En 2013, l'UPR lance une pétition contre le projet de loi relative à l'enseignement supérieur et à la recherche qui élargit les possibilités d’enseigner dans des langues étrangères dans le supérieur. Le parti revendique environ 10 000 signataires,.
Après les élections européennes de 2014, l'UPR mène une importante campagne d'affichage à travers la France pour se faire connaître. En mars 2017, Le Parisien comptabilise près de 200 000 affiches collées par le parti, « dans les grandes villes comme en zone rurale ». L'Obs présente l'UPR comme « le premier parti de France en matière d’affichage sauvage ». La Croix indique que « cette campagne d’affichage hors norme serait le fruit de la mobilisation des militants au sein des délégations régionales. À leur image, les adhérents auraient spontanément saisi perches et seaux pour faire entendre leur voix. »
Lors de la campagne pour l'élection présidentielle de 2017, François Asselineau obtient « à la surprise générale » les 500 parrainages nécessaires pour valider sa candidature, ce qu'il doit à un « réseau de militants surmotivés » qui est parti très tôt en campagne, allant de préférence vers les maires sans étiquette politique des petites communes. François Asselineau déclare qu'il a rencontré lui-même 108 maires et que ses 200 démarcheurs en ont vu des milliers. Plusieurs maires indiquent que des militants de l'UPR sont venus plusieurs fois à leur rencontre, ce qu'ils n'ont pas observé pour d'autres partis,. Selon Le Dauphiné, les militants de l'UPR sont « d’un prosélytisme à écœurer une armada de témoins de Jéhovah ». La motivation des militants a joué en leur faveur et certains maires ont accordé leur parrainage même lorsqu'ils n'étaient pas favorables à une sortie de l'Union européenne, n'avaient pas l'intention de voter pour François Asselineau ou pensaient qu'il n'avait aucune chance d'être élu,.
En janvier 2018, l'UPR appelle le gouvernement à engager des poursuites contre Gilles Simeoni, président du conseil exécutif de Corse, et Jean-Guy Talamoni, président de l'Assemblée de Corse, que le parti accuse d’ « actes séditieux » et « inconstitutionnels » en raison de l'absence du drapeau français dans le bureau du premier et du discours en langue corse du second lors de la séance inaugurale de la collectivité unique de Corse ; l'UPR annonce aussi avoir engagé des poursuites contre les élus de La République en marche ! qui ont entonné le Dio vi salvi Regina à l’intérieur de l’institution.
Fin 2018, François Asselineau affiche d'abord son scepticisme à l'égard du mouvement des Gilets jaunes, qu'il juge « inoffensif » et « sans lendemain ». Il appelle ensuite les Gilets jaunes à solliciter les députés pour lancer la procédure de destitution d'Emmanuel Macron prévue par l'article 68 de la Constitution, à l'aide d'une lettre type diffusée sur le site de l'UPR. Franck Marlin (LR) est à la fin décembre le seul parlementaire à répondre favorablement. Rudy Reichstadt évoque « une proposition fantaisiste » et estime qu'« on peut légitimement douter que l'ancien haut fonctionnaire qu'est François Asselineau n'en ait pas parfaitement conscience ». Début 2019, France Inter et France Info relèvent la popularité grandissante de François Asselineau au sein des Gilets jaunes,.

## Participations à des scrutins électoraux
En 2011, François Asselineau rejette la participation de l'UPR aux scrutins locaux, ce qui reviendrait selon lui à « participer à un système que nous rejetons en bloc ».
Lors des élections municipales de 2008, François Asselineau tente sans succès de présenter une liste dans le 17e arrondissement de Paris. Le 3 décembre 2011, lors du congrès national de l'UPR à Nogent-sur-Marne, François Asselineau annonce sa candidature à l'élection présidentielle française de 2012. Il ne parvient cependant pas à obtenir les parrainages nécessaires (Le Monde indique qu'il a reçu 18 signatures).
En 2013, il se présente à la législative partielle de la troisième circonscription de Lot-et-Garonne. Lors de ce scrutin, qui est le premier auquel concourt l'UPR, les partisans de François Asselineau se montrent très présents sur le terrain et diffusent leurs tracts dans toute la circonscription. Il obtient finalement 0,58 % des suffrages exprimés (189 voix, douzième position sur dix-sept candidats),. Jérôme Schrepf, journaliste de La Dépêche du Midi, estime qu' « il était clairement là pour se faire connaître et était très déconnecté des problèmes locaux. Mais il était entouré de gens de bon niveau, comme un ancien pilote de l'armée de l'air ». Il reçoit le soutien de Nicolas Dupont-Aignan, leader de Debout la République.
Lors des élections européennes de 2014, le parti recueille 0,41 % des suffrages sur le plan national (76 907 voix). Marianne remarque que l'UPR « a dû consacrer une bonne partie de son budget de campagne pour les élections européennes (381 000 euros) à s’opposer au FN ».
Dans le cadre des élections départementales de 2015, l'UPR présente des candidats dans 14 cantons. Le score maximum obtenu est de 3,22 %.
Lors des élections régionales de 2015, l'UPR présente un peu moins de 2 000 candidats, ce que Slate qualifie de « performance étonnante pour cette formation politique sans élu, ni financement public ». L'UPR propose « l’organisation de référendums sur les grands sujets régionaux, comme les Jeux olympiques en Île-de-France ou Notre-Dame-des-Landes dans les Pays de la Loire », « l'institution de référendums d’initiative populaire au niveau régional », la rénovation des lycées et l'amélioration des transports en commun. Sur le plan national, l'UPR recueille 0,87 % des suffrages exprimés (189 330 voix).
En 2018, Laurent de Boissieu observe que l'UPR « appartient à la douzaine de forces politiques qui concourent systématiquement aux élections, autrement dit ayant une existence réelle et continue », tout en obtenant des « scores marginaux » à chacune d'entre elles.

### Élections européennes de 2014
Lors des élections européennes, le parti obtient son meilleur résultat en outre-mer avec 0,98 % des suffrages et son plus mauvais dans le Sud-Ouest avec 0,27% des voix. La moyenne nationale est à 0,41%. Le parti consacre une bonne partie de son budget de cette campagne (381 000 euros) à s’opposer au FN.

### Élection présidentielle de 2017

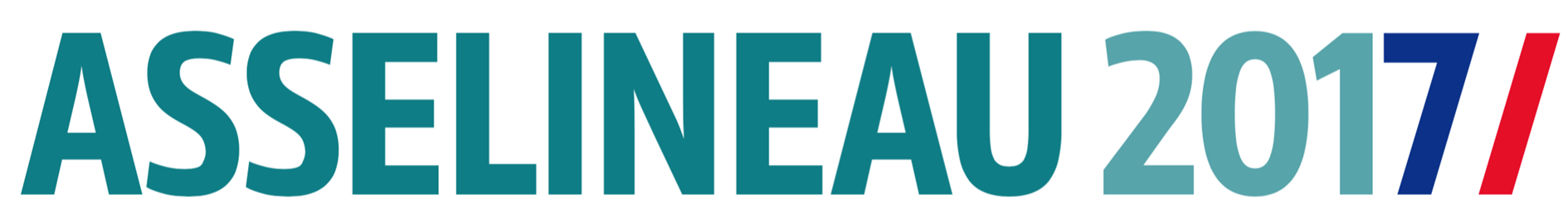
Logo de candidature.

S'étant déclaré candidat à l'élection présidentielle de 2017,, François Asselineau obtient 587 parrainages, ce qui lui permet de faire figure de « candidat surprise »,. Il est alors crédité de 0,5 à 1,5 % des voix dans les sondages,.
Le 23 avril, François Asselineau recueille 332 547 voix, soit 0,92 %, et se classe en neuvième position sur onze. À la suite de la proclamation des résultats, Le Huffington Post considère que François Asselineau a subi un « camouflet pour celui qui promettait "une surprise" pour la présidentielle ».

### Élections législatives de 2017
L’UPR présente des candidats dans 570 des 577 circonscriptions, selon le ministère de l'Intérieur.
Au niveau national, l'UPR, réalise 0,67 % des suffrages et ne parvient pas à obtenir le financement public, dépassant les 1 % des suffrages dans 37 circonscriptions sur les 50 requises,. Pour expliquer ce résultat jugé décevant, François Asselineau dénonce une « véritable conspiration du silence » qui durerait « depuis dix ans ». Conspiracy Watch nuance cette affirmation en soulignant que l'UPR n'est pas particulièrement « mal traitée », car « la grande majorité des 338 partis politiques actifs dénombrés à ce jour en France n’ont pas […] bénéficié d’une publicité particulière de la part des « grands médias » au moment de leur création » et « des partis aussi confidentiels ou insolites que le Parti animaliste, La France qui ose (le mouvement de Rama Yade) ou encore l’Alliance écologiste indépendante ont réussi, eux, à faire plus de 1 % dans au moins 50 circonscriptions ».

### Élections européennes de 2019
L'UPR présente une liste, intitulée « Ensemble pour le Frexit », aux élections européennes de 2019. La liste est conduite par François Asselineau. Le militant politique Étienne Chouard apporte son soutien à la liste.
Cette liste recueille 1,17 % des voix exprimées, et en conséquence aucun siège au Parlement européen.

### Élections municipales de 2020
Lors de son université d'automne 2019, l'Union populaire républicaine annonce que, pour la première fois, elle va présenter des candidats à des élections municipales. Le parti axe son programme sur l'adoption d'un référendum d'initiative citoyenne local et sur l'opposition à la fusion forcée de communes ainsi qu'à la fermeture des services publics en zones rurales. Le parti souhaite présenter des listes dans 44 villes de plus de 10 000 habitants. L'UPR dépose finalement 21 listes dans des villes de plus 9 000 habitants, notamment à Bordeaux, Montpellier, Nantes et Nice. Dans les villes plus petites, l'UPR soutient des listes « citoyennes apolitiques »,.
Pour la première fois, l'UPR fait élire des candidats à La Courneuve, où la tête de liste Samir Kherouni obtient un peu plus de 10 %, avec deux conseillers municipaux.

### Élections européennes de 2024
En 2024, l'UPR se présente pour la troisième fois de son existence aux élections européennes en France. Leur liste "Asselineau-Frexit, pour le pouvoir d'achat et pour la paix" est menée par François Asselineau. Elle obtient 1,02 % des voix, sur une participation de 51%.

## Détail des résultats électoraux

### Élection présidentielle
| Année | Candidat            | Premier tour | Premier tour | Premier tour |
| Année | Candidat            | Voix         | %            | Rang         |
| ----- | ------------------- | ------------ | ------------ | ------------ |
| 2017  | François Asselineau | 332 547      | 0,92         | 9e           |

### Élections législatives
| Année | Premier tour | Premier tour | Premier tour | Sièges  | Gouvernement        |
| Année | Voix         | %            | Rang         | Sièges  | Gouvernement        |
| ----- | ------------ | ------------ | ------------ | ------- | ------------------- |
| 2017  | 148 783      | 0,66         |              | 0 / 577 | Extra-parlementaire |
| 2022  | 382          | 0,00         |              | 0 / 577 | Extra-parlementaire |
| 2024  | 1 376        | 0,00         |              | 0 / 577 | Extra-parlementaire |

### Élections européennes
| Année | Voix    | %    | Sièges | Rang | Tête de liste                    |
| ----- | ------- | ---- | ------ | ---- | -------------------------------- |
| 2014  | 76 907  | 0,41 | 0 / 74 | 17e  | Circonscriptions interrégionales |
| 2019  | 265 469 | 1,17 | 0 / 79 | 13e  | François Asselineau              |
| 2024  | 253 023 | 1,02 | 0 / 81 | 12e  | François Asselineau              |

### Élections régionales
| Année | Premier tour | Premier tour | Premier tour | Conseillers | Présidents |
| Année | Voix         | %            | Rang         | Conseillers | Présidents |
| ----- | ------------ | ------------ | ------------ | ----------- | ---------- |
| 2015  | 189 330      | 0,87         | [ d ]        | 0 / 1914    | 0 / 17     |

### Élections départementales
| Année | Premier tour | Premier tour | Premier tour | Conseillers | Présidents |
| Année | Voix         | %            | Rang         | Conseillers | Présidents |
| ----- | ------------ | ------------ | ------------ | ----------- | ---------- |
| 2015  | 2 605        | 0,01         | [ 94 ]       | 0 / 4108    | 0 / 100    |

### Élections municipales
| Année | Premier tour | Premier tour | Premier tour | Second tour | Second tour | Second tour | Conseillers | Maires |
| Année | Voix         | %            | Rang         | Voix        | %           | Rang        | Conseillers | Maires |
| ----- | ------------ | ------------ | ------------ | ----------- | ----------- | ----------- | ----------- | ------ |
| 2020  | 4 861        | 0,03         | [ 94 ]       |             |             |             | 2           | 2 ,    |

## Identité visuelle

Logo de l'UPR de 2007 à 2011[190].
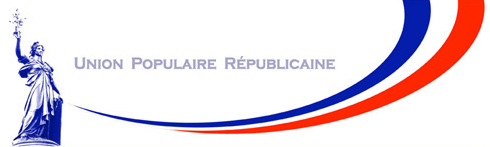
Alternative au précédent logo.
Logo de l'UPR de 2011 à 2015[190].
Logo de l'UPR depuis 2015.
Logo pour les élections législatives de 2017.
Logo pour les élections européennes de 2019.